# Ophiomyia fera
Ophiomyia fera är en tvåvingeart som beskrevs av Spencer 1977. Ophiomyia fera ingår i släktet Ophiomyia och familjen minerarflugor. Inga underarter finns listade i Catalogue of Life.